# Areol
Areol är en ullig liten kudde eller vårta som alla kaktusar har. Den består av två tillväxtpunkter varav den ena producerar taggar och hår, medan den andra är vilande tills en ny gren eller blomma börjar bildas ur den. Areoler finns endast på växter i kaktusfamiljen. 

## Funktion
För kaktusen är areolen den viktigaste komponenten i dess evolutionära utveckling. I dessa finns dessa växters meristem där taggar, krokar, glochider, blommor, blad och grenar har en möjlighet att bildas. Taggar, krokar och glochider har nog primärt utvecklats som ett försvar, även om dess egenskaper har givit kaktusen vissa fördelar i dess förökning. Då det gäller taggar och försvar, så är det en stor fördel att utveckla dem i en areol i stället för direkt på stammen, då taggarna kan utvecklas i ett senare skede när kaktusen växer. Detta gör det möjligt för kaktusar att utveckla många och mycket långa taggar, och även taggar av olika typer taggar beroende av vilka egenskaper de ska ha. En areol brukar ha en eller flera långa centraltaggar som tjänar som ett försvar för plantan. Runt dessa sitter ett varierande antal radiärtaggar som bland annat har till funktion att fånga och hålla kvar ett kylande luftlager närmast plantan. Glochider är mycket talrika små hullingförsedda taggar som förekommer hos bland annat Opuntia-kaktusar.
Cephalium ("litet huvud") är en samling av ull eller borstliknande hår som utmynnar ur areolerna hos vissa kaktusarter.
Det är ganska klarlagt att evolutionens utveckling av areolen har spelat en stor roll hos kaktusens framgångsrika spridning i världen. Dess exakta fördelar är nog svåra att beskriva, men det är på grund av areolen som det finns så många helt skilda arter i världen idag.

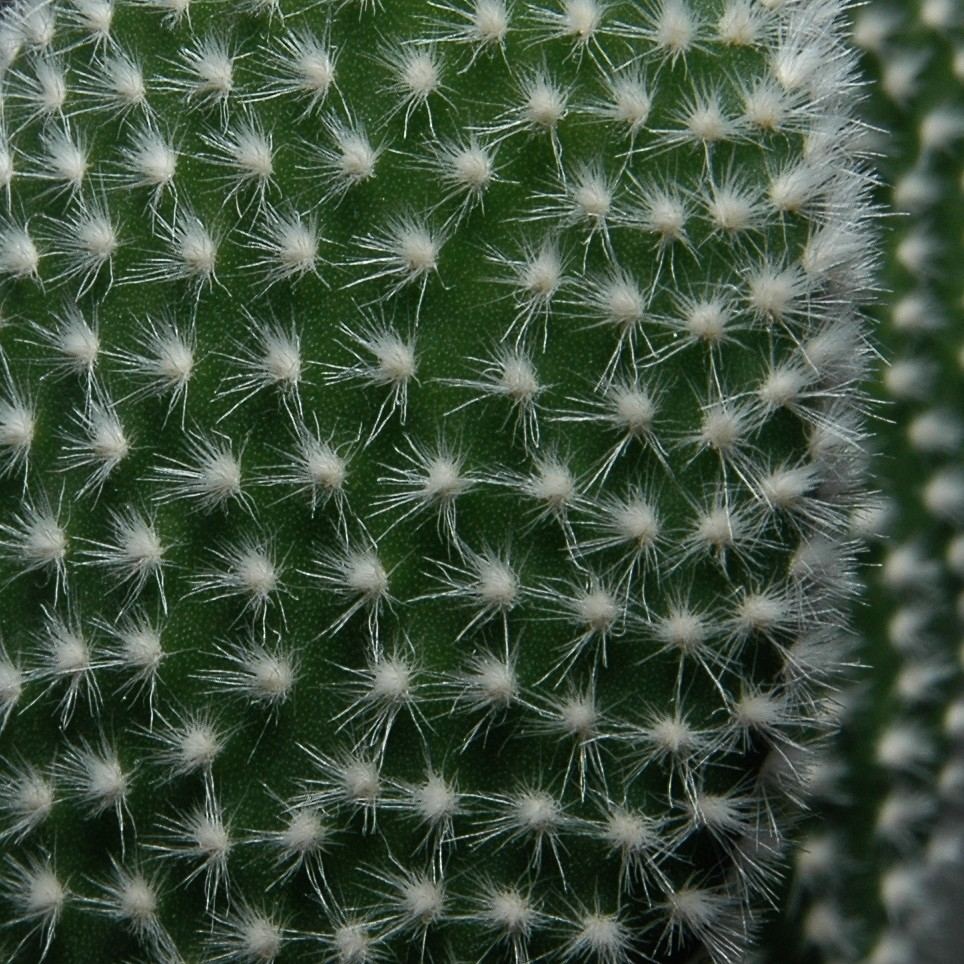
Glochider i närbild på en opuntia, men även en studie i hur tätt areolerna kan sitta.
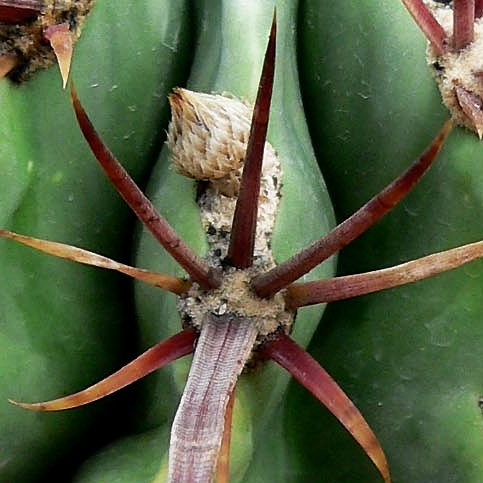
En ferocactus med en något utökad areol där både taggar och blomknopp får samsas.
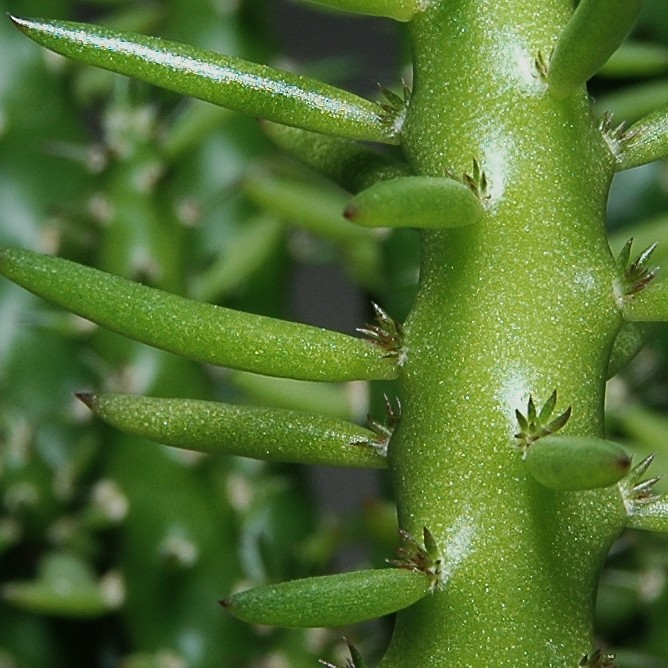
En sylopuntia med till synes stora vassa taggar som egentligen är mjuka, och dessa fungerar som helt vanliga blad. Vid dess fästen finns glochider, men även möjlighet för nya grenar att växa ut.
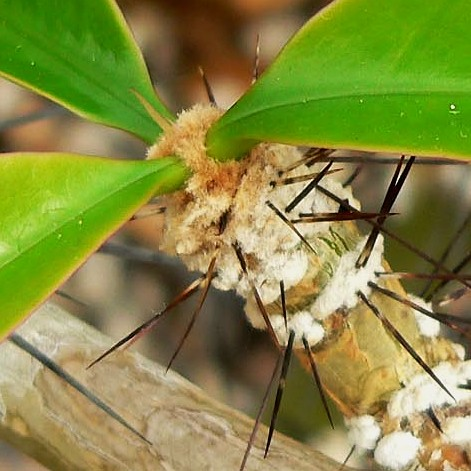
Pereskian är nog det släkte som befinner sig mellan de vanliga bladväxterna och kaktusarna.
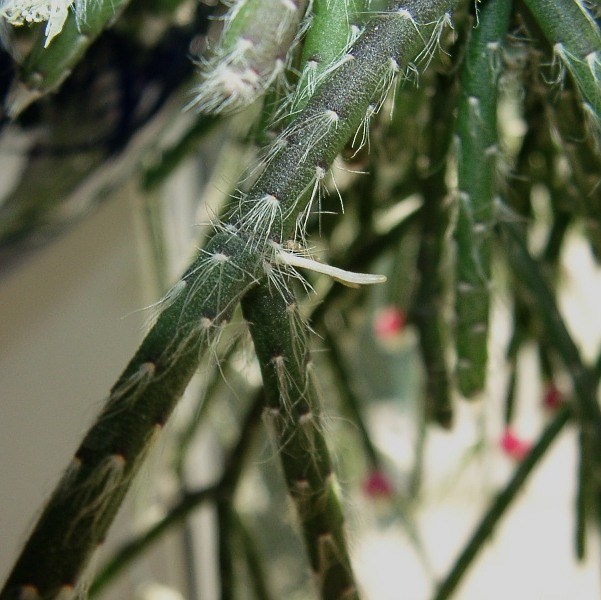
En ullbärskaktus som helt saknar taggar, växer i djungeln, skickar ut rötter ur areoler vid sektionsdelningarna och grenar sig flitigt.
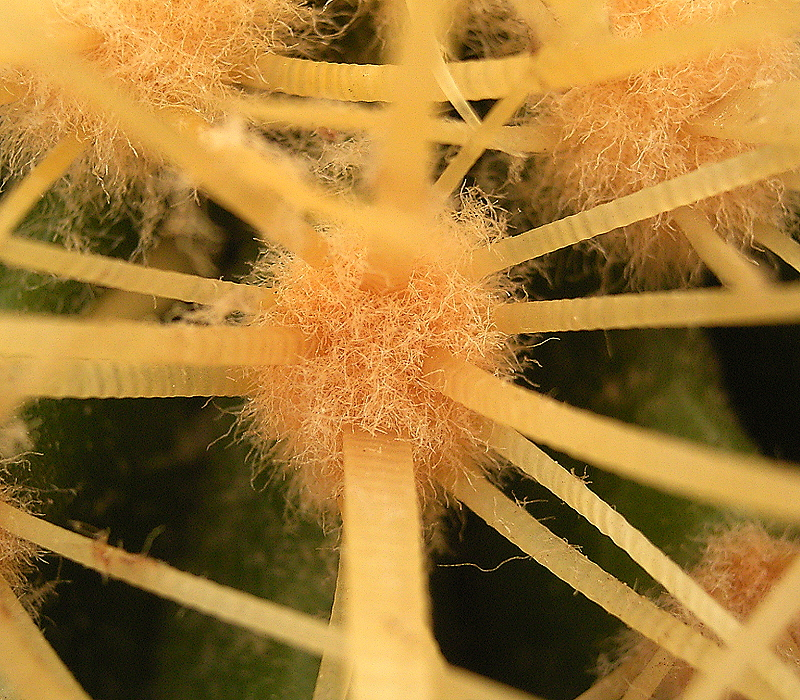
Cephalium på en Echinocactus grusonii